# Confédération intersyndicale de défense et d'union nationale des travailleurs indépendants
La Confédération intersyndicale de défense et d'union nationale des travailleurs indépendants, plus connue sous l'acronyme CIDUNATI, quelquefois écrit Cid-Unati, rassemble depuis 1970 des syndicats de branches professionnelles et leurs unions départementales en France. Ses membres sont essentiellement des commerçants, artisans et chefs d’entreprises.

## Histoire
Une loi sur l'Assurance maladie obligatoire des travailleurs non-salariés provoque fin 1968 la colère d’artisans et de commerçants qui créent, dans l'Isère, le CIDCAPL (comité d'information et de défense des commerçants, artisans et professions libérales), en 1969. L'UNATI (Union nationale des travailleurs indépendants) est née presque concomitamment, dans la Loire. La CIDUNATI est née de la fusion de ces deux mouvements, CIDCAPL et UNATI, décidée en 1970,.
Son secrétaire général et leader le plus connu est Gérard Nicoud, précédemment gérant d'un café isérois, à la Bâtie-Montgascon. Aux discours et aux méthodes quelquefois critiqués, voulant incarner une révolte anti-système et anti-gouvernement, il part en guerre, dans les années 1970, pour une protection sociale accessible,, et contre les taxes, les impôts et les grandes surfaces. Il alterne les actions spectaculaires et les phases de négociation. Ce mouvement est considéré par plusieurs observateurs comme une résurgence du poujadisme des années 1950. Dans cette période dite des Trente Glorieuses, les petits commerçants et les travailleurs indépendants se sentent à la remorque de la croissance économique et peu pris en considération par l’État,. En 1972, la CIDUNATI se transforme officiellement en organisation syndicale. En 1974, elle emporte la présidence de 21 caisses d’assurance maladie sur 27, permettant à Gérard Nicoud d’être élu à la présidence de la CANAM (Caisse nationale d’assurance maladie des professions indépendantes). En janvier 1975, l’organisation obtient une vingtaine de présidences de chambres de métiers. Elle obtient surtout des actions concrètes de la part de l’État et du parlement : des textes réglementaires et législatifs viennent renforcer la protection du petit commerce et de l’artisanat, avec pour point d’orgue la loi d'orientation du commerce et de l'artisanat du 27 décembre 1973, dite encore loi Royer. Mais l'histoire de cette organisation est aussi marquée par des dissidences. Au congrès de 1979, la CIDUNATI connaît des départs significatifs, une partie des anciens adhérents recréant le CID.
Gérard Nicoud quitte le secrétariat général en 1984. André Vonner devient secrétaire général, jusqu'en 1990. Il est remplacé par Alexandre Proust, secondé par deux secrétaires adjoints, Jack Leclainche et Jacques Gerbault. Au tout début des années 1990, une nouvelle dissidence est constatée, d'anciens adhérents de la CIDUNATI, dont André Vonner, préférant prendre leurs distances en participant à la création de la CEDI (Confédération européenne des indépendants). En 1992, Jack Leclainche devient secrétaire général du syndicat, et quelques mois plus tard une fonction de Président national est instaurée, qu'il prend en charge, réélu jusqu'en 1997. Les présidents se succèdent ensuite : Roland Tempesti, Henri Walbert, Daniel Royer, puis Louis Couasnon. En novembre 2012, Jack Leclainche lui succède et redevient président national. La CIDUNATI s'est-elle à son tour « embourgeoisée » comme certains l'affirment, passant « d'une politique du macadam à une politique de la table ronde » ? Elle est clairement devenue l'un des interlocuteurs des pouvoirs publics, un mouvement toujours suivi avec attention.

## Rôle de ce mouvement dans la société française
Ce sont les problèmes sociaux des travailleurs non-salariés et leur causes économiques (dont sans doute la montée en puissance de la grande distribution, face aux petits commerçants dont les moyens étaient plus désuets), qui nourrissent initialement la contestation. Les événements de mai 1968 n’étaient pas non plus oubliés : ils avaient été observés avec surprise et attention par cette catégorie sociale « moyenne » des commerçants et artisans, en train partiellement de se prolétariser, et qui a constaté à cette occasion une certaine faiblesse de l’État. Et les futurs leaders de la CIDUNATI ont sans doute noté la façon dont les dirigeants des syndicats ouvriers ont repris la main à la fin des événements de mai 1968 comme médiateurs, pour négocier les accords de Grenelle.
La fusion du CIDCAPL et de l’UNATI a canalisé un mouvement qui émergeait de façon débridée, même si ce mouvement a continué à adopter des formes de contestation dures : mouvements dans la rue, occupations voire saccages de locaux administratifs, menaces de grève des impôts ou des cotisations, enlèvements de contrôleurs fiscaux, utilisation de l’incarcération de son leader, menace de grève de la faim , etc. L’apolitisme affiché par son leader, Gérard Nicoud, apolitisme qui lui a été reproché par certains militants, a sans doute contribué à améliorer l'image du mouvement dans l'opinion, et a été possible d’autant plus facilement qu’un homme politique, Jean Royer, député puis ministre (en 1973-1974) a assuré en partie le relais de ce mouvement au sein de la classe politique. Jean Royer a incarné l’espoir d’une concrétisation des revendications sur le terrain politique. L’échec de Jean Royer à l’élection présidentielle de 1974, où il n’obtient que 3,17 % des voix exprimées, coïncide avec un tassement du mouvement (chute de 30 % du nombre de militants) et la fin de la phase de rébellion de la CIDUNATI. Mais ce mouvement est resté pour autant un interlocuteur des pouvoirs publics, d’autant plus facilement qu’il a modéré ses formes d’action.

## Composition
Le syndicat se compose :
- d'un exécutif national ;
- de responsables élus par les diverses branches professionnelles et les unions départementales;
- de conseillers prud’hommes, de juges dans des tribunaux de commerce, d'assesseurs dans les tribunaux des affaires de sécurité sociale (TASS), etc. ;
- d'administrateurs RSI, outre des élus dans la majorité des caisses de retraites professionnelles.

## Publications
Publications d'anciens leaders du mouvement.
- Gérard Nicoud, Les Dernières Libertés : les premières années du Cidunati (1969-1971), Denoël, 1972
- André Vonner et Jean-Pierre Thiollet, Tout doit disparaître ou le Réveil des Indépendants, Éditions Seld-Jean-Cyrille Godefroy, 1986.
- Jacques Gerbault, Entreprendre en France : pour le pire et le meilleur, Cidunati, 1998